# Qurban Qurbanov
Qurban Qurbanov (también escrito como Gurban Gurbanov;  28 de enero de 2002) es un deportista azerbaiyano que compite en lucha grecorromana. Ganó una medalla de oro en el Campeonato Europeo de Lucha de 2025, en la categoría de 82 kg.

## Palmarés internacional
| Campeonato Europeo | Campeonato Europeo      | Campeonato Europeo | Campeonato Europeo |
| Año                | Lugar                   | Medalla            | Categoría          |
| ------------------ | ----------------------- | ------------------ | ------------------ |
| 2025               | Bratislava (Eslovaquia) | Medalla de oro     | 82 kg              |